# Es (Roman)
Es (englischer Originaltitel: It) ist ein Horror-Roman des amerikanischen Schriftstellers Stephen King. Er erzählt die Geschichte von sieben Kindern, die sich gegen eine Clique gewalttätiger Jungen zur Wehr setzen müssen und gemeinsam den Kampf gegen ein namenloses Monster (Es) aufnehmen (häufig in der Form eines Clowns namens Pennywise), das in der fiktiven Kleinstadt Derry Kinder tötet. Der Roman erzählt des Weiteren, wie die nun erwachsen gewordenen Kinder erneut den Kampf mit dem Monster aufnehmen.
Der Roman erschien erstmals 1986 in deutscher Sprache.

## Handlung

### 1957–1958
Der Roman beginnt damit, dass in der fiktiven Kleinstadt Derry im US-Bundesstaat Maine ein sechsjähriger Junge namens Georgie Denbrough ein Papierboot eine verregnete Straße hinuntersegeln lässt. Als das Boot in einen Abflusskanal geschwemmt wird, sieht Georgie einen Clown im Gully, der sich Pennywise nennt. Georgie greift von ihm verleitet hinein, um sich das Boot zurückzuholen, woraufhin der Clown ihm den Arm abreißt und ihn verbluten lässt.
Am letzten Schultag im folgenden Juli wird der elfjährige, übergewichtige Ben Hanscom vom Schultyrannen Henry Bowers und seiner Bande schikaniert und flüchtet in eine sumpfige Einöde, genannt die Barrens (deutsch: unfruchtbar). Dort befreundet sich Ben mit dem asthmatischen Hypochonder Eddie Kaspbrak und „Stotter-Bill“ Denbrough, dem älteren Bruder von Georgie. Später gründen sie zusammen mit den anderen Außenseitern Richie Tozier, Stanley „Stan“ Uris und Beverly „Bev“ Marsh den Klub der Verlierer, wie die Freunde sich selbst nennen. Im Verlauf des Sommers begegnet den Verlierern Pennywise in furchterregenden Erscheinungsformen: So sieht Ben eine Mumie, Beverly eine Blutfontäne aus ihrem Waschbecken, Eddie einen verrottenden Leprakranken, Stan eine ertrunkene Leiche und Bill ein angsteinflößendes Phantom von Georgie.
In der Zwischenzeit nimmt sich Tyrann Henry Bowers, der zunehmend sadistischer und geistesgestörter wird, seinen afroamerikanischen Nachbarsjungen Mike Hanlon vor. Bowers vergiftet Mikes Hund und jagt den verängstigten Mike in die Barrens, wo er sich den Verlierern anschließt. Zusammen vertreiben sie Bowers in einer Schlägerei, sodass dieser Rache schwört. Mike erzählt den Verlierern von seiner Begegnung mit Pennywise in Form eines gigantischen Vogels und er wird Mitglied im Klub. Aus Nachforschungen in einem historischen Werk von Mike erkennen die Verlierer, dass Es ein uraltes Monster ist, das die Stadt in seiner Gewalt hat. Nach weiteren Begegnungen mit Pennywise konstruieren die Verlierer ein behelfsmäßiges Rauchloch, inspiriert vom indigenen Schamanismus. Richie und Mike nutzen es, um in einer Halluzination Es als uraltes außerirdisches Wesen zu enttarnen, das auf die Erde kam und einen Zyklus begann, in dem Es sich ein Jahr lang von Kindern ernährt, gefolgt von einem 27-jährigen Winterschlaf.
Bald darauf wird Eddie von Bowers und seiner Bande krankenhausreif geschlagen, und Beverly wird Zeuge, wie Patrick Hockstetter, einer der Schläger, von Es in Form von fliegenden Blutegeln entführt wird. Die Verlierer entdecken eine Nachricht von Es in Hockstetters Blut, in der Es die Kinder warnt, es würde sie umbringen, wenn sie sich einmischen würden. Weil sie Es in Form eines Werwolfs gesehen haben, hoffen sie, dass Silber Es verwunden kann. Deswegen stellt Ben zwei Silberkugeln aus einem Silberdollar her, und die Verlierer betreten ein verlassenes Haus, in dem Eddie, Bill und Richie zuvor Es begegnet waren. Es gelingt ihnen, Es in Gestalt eines Werwolfs mit einer Schleuder zu treffen, aber Pennywise entkommt lebend. Nun betrachtet Es die Verlierer als Bedrohung und manipuliert deswegen Bowers, sodass dieser seinen missbrauchenden Vater tötet und die Verlierer in die Kanalisation jagt. Dort werden die Begleiter von Bowers, Victor „Vic“ Criss und Reginald „Belch“ Huggins, von Es getötet und Bowers selbst wird in der Kanalisation traumatisiert.
Unterdessen gelingt es den Verlierern, geführt von einer fremden, wegweisenden Kraft, das Zuhause von Es in der Kanalisation zu finden. Sie treffen Es in Form einer riesigen Spinne an und Bill führt das „Ritual von Chüd“ durch, um Es im Makroversum, dem alternativen Universum, aus dem Es stammt, zu bekämpfen. Aus seinem Körper entrückt trifft er dort den Gegenspieler des Monsters, Maturin, eine uralte Schildkröte, die das Universum erschaffen hat. Bill erfährt, dass Es nur mit dem Ritual von Chüd, einem Zusammenprall zweier Willen, getötet werden kann. Er sieht die „Totenlichter“, die wahre Form von Es, bevor Bill das Monster mit Maturins Hilfe besiegt. Unwissend, ob sie Es getötet haben oder nicht, fliehen die Verlierer und verirren sich in der Kanalisation. Um die Einheit der Gruppe und somit die wegweisende Kraft zurückzuholen, hat Beverly mit jedem der Jungen Sex und sie finden ans Tageslicht zurück. Sie schwören einen Blutschwur, nach Derry zurückzukehren, falls Es wieder auftauchen sollte. Bowers, der seinen Verstand verloren hat, wird aus der Kanalisation in einen nahegelegenen Fluss gespült und in eine Anstalt eingewiesen, da er für die Kindermorde in der Stadt verantwortlich gemacht wird.

### 1984–1985
Als in Derry wieder eine Reihe von Kindermorden beginnt, ruft der erwachsene Mike Hanlon, der nun Bibliothekar der Stadt ist, die Mitglieder des Klubs der Verlierer dazu auf, ihren Schwur zu erfüllen und zurückzukehren. Bill ist inzwischen erfolgreicher Horror-Autor und lebt mit der Schauspielerin Audra zusammen; Beverly ist Modedesignerin und mit dem missbrauchenden Tom Rogan verheiratet; Eddie vermietet Limousinen und hat eine unselbstständige, hysterische Frau; Ben ist jetzt schlank und ein erfolgreicher, aber einsamer Architekt; und Stan Uris ist wohlhabender Buchhalter. Vor dem Anruf von Mike hatten sie, die Klubmitglieder, die Ereignisse des Sommers 1958 und Es völlig vergessen. Alle Verlierer machen sich auf den Weg nach Derry, außer Stan, der sich aus Angst vor einer erneuten Konfrontation mit Es umbringt.
Die Verlierer treffen sich zum Mittagessen, wo Mike sie an den mörderischen Zyklus erinnert, der wieder einzutreten scheint. Sie beschließen, Es ein für alle Mal zu töten. Auf Mikes Vorschlag hin erkundet jede Person für sich einen Teil Derrys, um ihre Erinnerungen zu wecken. Dabei werden Eddie, Richie, Beverly und Ben mit Manifestationen von Es konfrontiert (Eddie sieht Es als Belch Huggins und Freunde aus der Kindheit in Form von Leprakranken und Zombies; Richie als Statue von Paul Bunyan; Beverly als Hexe in ihrem Elternhaus; und Ben als Dracula in der Bibliothek von Derry). Bill findet Silver, sein Kindheitsfahrrad, und bringt es zu Mike. In der Zwischenzeit reisen Audra, die sich um Bill sorgt, und Tom, der Beverly töten will, nach Derry. Außerdem begegnet Es Henry Bowers in seiner Nervenheilanstalt und hilft ihm zu fliehen.
Bowers greift Mike in der Bibliothek an, aber Mike kann schwerverletzt entkommen. Es leitet Bowers an, den Rest der Verlierer zu töten, aber Eddie kann sich wehren und tötet Bowers. Daraufhin erscheint Es Tom und befiehlt ihm, Audra zu entführen und in das Versteck von Es zu bringen. Durch das Grauen, das sie dort erwartet, wird Audra katatonisch und Tom fällt tot um. Bill, Ben, Beverly, Richie und Eddie erfahren, dass Mike dem Tode nahe ist. Wenn sie Mike retten wollen, müssen sie Es erneut konfrontieren und besiegen. Also steigen sie in die Kanalisation hinab. Auf dem Weg spüren sie, dass Mike in Gefahr ist, und nutzen ihre Kraft als Gruppe, um dem im Krankenhaus eingelieferten Mike „Energie zu schicken“. Damit kann sich Mike gegen eine Krankenschwester wehren, die unter dem Einfluss von Es steht. Unterdessen treffen die Verlierer Es wieder in Form einer Spinne an. Richie und Bill dringen gemeinsam mit dem Ritual von Chüd in Es‘ Geist ein, aber sie verlieren einander und ihr Angriff schlägt fehl. Eddie verletzt Es, indem er Pennywise seine Asthmamedikamente in den Rachen sprüht, doch Es beißt ihm den Arm ab. Eddie verblutet, aber Es flüchtet verletzt; Bill, Richie und Ben jagen hinterher. Es stellt sich heraus, dass Es  Eier gelegt hat, und Ben bleibt zurück, um die Eier zu zerstören. Bill gelingt es währenddessen, sich in den Körper von Es zu kämpfen, das Herz zu finden und es zu zerquetschen. Auf ihrem Weg aus der Kanalisation versuchen sie die katatonische Audra und Eddies Leiche mitzunehmen, müssen aber Eddie zurücklassen.
Gleichzeitig fegt ein schrecklicher Sturm durch Derry. Straßen und Häuser der Innenstadt brechen zusammen, woraus Mike schließt, dass Derry im Sterben liegt. Die Verlierer kehren nach Hause zurück und beginnen allmählich, Es, Derry, einander und das Geschehene zu vergessen. Ebenso verblassen alle Aufzeichnungen von Mike und er erwägt, anderswo ein neues Leben zu beginnen. Ben und Beverly werden ein Paar und ziehen zusammen weg, und Richie kehrt nach Kalifornien zurück. Bill ist der letzte, der Derry verlässt. Bevor er geht, nimmt er Audra, die immer noch katatonisch ist, auf eine Fahrt auf seinem Fahrrad Silver mit, was sie aus ihrer Katatonie weckt.

## Editionsgeschichte
Die erste deutsche Übersetzung erschien 1986 in der Edition Phantasia. Kurz darauf erschien der Roman dann im Heyne Verlag und als Lizenzausgabe bei Bertelsmann, wo er zum Bestseller wurde. Er wurde 1987 für den angesehenen World Fantasy Award nominiert.

### Welterstausgabe in der Edition Phantasia
Der Roman erschien in Deutschland 1986 in einer auf 250 Exemplare sowie weitere 30 in römischen Ziffern nummerierten, limitierten Luxus-Ausgabe (Ganzlederband mit rotem Samtschuber) im Verlag Edition Phantasia. Diese insgesamt 280 Exemplare erschienen noch vor der US-Ausgabe als Welterstausgabe.

### Übersetzungen ins Deutsche
Auf dem deutschen Buchmarkt war bis 2011 keine Komplettübersetzung erhältlich: Die erste Übersetzung von Alexandra von Reinhardt basierte auf einer frühen Fassung des Buches, die King stellenweise noch veränderte. Diese Übersetzung erschien noch vor dem Original. Auch die Überarbeitung und teilweise Neuübersetzung durch Joachim Körber enthielt nicht den gesamten Originaltext.

## Hauptfiguren

### Bill Denbrough
Der sommersprossige Junge William „Stotter-Bill“ Denbrough ist der Anführer des Klubs der Verlierer. Er war an einer Grippe erkrankt und musste das Bett hüten, als sein jüngerer Bruder George von Es getötet wurde. Da er ihm ein Boot aus Papier gebastelt hat und George Elmer Denbrough von dem Ausflug mit dem Boot nicht mehr nach Hause kam, gibt er sich die Schuld am Tod seines Bruders. Seine Eltern sind seit dem Unglück wie versteinert und verfallen in Selbstmitleid, statt sich mit dem verbleibenden Jungen zu beschäftigen. Daher flüchtet Bill zu seinen Freunden. Er ist sehr mutig, gescheit und hat deshalb auch viele Bewunderer, unter anderem auch Beverly. Er übernimmt die Initiative und führt seine Truppe im Kampf gegen das Böse und auch gegen Henry Bowers zum Sieg. Bill verlässt die Stadt aus nicht genannten Gründen und wird Schriftsteller. Sein Erfolg scheint vorbestimmt, wie auch bei den anderen fünf, die Derry verlassen haben. Er heiratet die Schauspielerin Audra Phillips, die einer gewissen Person sehr ähnlich sieht: Beverly Marsh.
Auch in der Gegenwart übernimmt Bill die Initiative im Kampf gegen Es. Diesmal muss er den Verlust von Stan und Eddie in Kauf nehmen; außerdem wird seine Frau Audra von Beverlys Mann Tom, den Es als Werkzeug benutzt, in die Behausung von Es geführt und verliert daraufhin alle Emotionen und den Verstand. Bill bleibt aber schließlich doch Sieger – mit einer rasanten Fahrt auf seinem alten Fahrrad Silver quer durch Derry befreit er Audra schließlich aus ihrer katatonischen Starre.

### Mike Hanlon
Mike ist das letzte Mitglied des Klubs. Er wird aufgenommen, als er auf der Flucht vor Henry Bowers zufällig den anderen begegnet, die ihm sofort zu Hilfe eilen. Mike wird wegen seiner Hautfarbe ausgegrenzt. Außerdem macht er sich durch seine Neugier, vor allem was die düsteren Aspekte der Vergangenheit von Derry betrifft, bei dem „Schweigekartell“ der Erwachsenen unbeliebt. Doch die Klubmitglieder stört dies überhaupt nicht und sie nehmen ihn gleich auf in ihre Runde. Mike ist der einzige, der Derry nicht verlässt. Er wird zum Büchereidirektor von Derry. Außerdem macht er Aufzeichnungen über die Vergangenheit der Stadt und die Gräueltaten, die dort geschehen sind. Er ist es auch, der nach langem Überlegen den Entschluss fasst, die Mitglieder des Klubs wieder zurückzurufen und sie an die Aufgabe zu erinnern, die sie noch zu erledigen haben. Das zweite Mal steigt Mike nicht mehr in die Kanalisation, denn Henry Bowers wurde von Es ebenfalls zurückgerufen und auf die Verlierer gehetzt. Henry verletzt Mike schwer, doch dieser überlebt seine Verletzungen, während Henry schließlich von Eddie getötet wird.

### Ben Hanscom
Ben ist vor dem Zusammentreffen mit den anderen ein Einzelgänger, da er dick ist und von allen ausgelacht und verspottet wird, auch von einigen Erwachsenen. Er ist zudem durch den Verlust seines Vaters traumatisiert, der seit dem Koreakrieg vermisst wird. Der Junge verbringt seine Freizeit häufig in der Bücherei, die später Mike übernimmt. Dadurch wird er sehr schlau und somit das Gehirn im Klub. Erwachsene mochten ihn im allgemeinen, weil er höflich, rücksichtsvoll, still und manchmal sehr amüsant war. Aus eben diesen Gründen konnten ihn die meisten Kinder nicht leiden (S. 196 der Heyne-Paperback-Ausgabe). Ben ist nicht nur besonders schlau, sondern auch unsterblich in Beverly verliebt. Dies äußert sich beispielsweise durch ein Haiku, das er ihr am letzten Schultag vor den Sommerferien schreibt und anonym zusendet. Auch er hat Derry verlassen, um ein berühmter Architekt zu werden. Außerdem hat er abgenommen, weil er in seinen Highschool-Jahren von seinem Trainer beleidigt wurde, und sieht als Erwachsener sehr sportlich aus.

### Beverly Marsh
Beverly ist das einzige Mädchen im Club. Sie ist sehr arm und leidet unter ihrem Vater, der sehr herrisch und streng ist und sie auch oft verprügelt. Gefangen in einem Teufelskreis aus totaler Ehrerbietung und schwelendem Hass gegen ihn, vermag sie sich nicht zu wehren. Auch sie findet wie die anderen Zuflucht in der Gemeinschaft des Klubs der Verlierer. Außerdem ist sie ein sehr hübsches Mädchen und wird nicht nur von Ben angehimmelt. Später heiratet sie Tom Rogan und wird Leiterin einer Modefirma. Tom ist ihrem Vater sehr ähnlich und auch er übt Gewalt gegen sie aus, wenn sie seine ihr auferlegten „Spielregeln“ nicht befolgt. Als sie wieder zurück nach Derry kommt, hat sie zuerst eine Affäre mit Bill und nach der „erledigten Arbeit“ werden Ben und sie ein Paar.
In der 18. Auflage von 1992 vom Heyne Verlag heißt ihr Mann Tom Huggins, womit vermutlich auch ihr Nachname Huggins ist.

### Richie Tozier
Richard „Schandmaul“ Tozier ist der Kasper im Klub der Verlierer. Er trägt eine Brille und hat in jeder Situation einen Spruch auf Lager, was ihn auch öfter in Schwierigkeiten bringt. Er imitiert sehr gerne Stimmen, was bei seinen Freunden oft nicht so gut ankommt. Doch später wird er Radiomoderator, wobei die Sprüche und Stimmenimitationen seine Markenzeichen werden. Als Mike ihn anruft, hat er zuerst keine Ahnung, wer Mike überhaupt ist, doch nach und nach kommen die verdrängten Erinnerungen wieder und er macht sich sofort auf den Weg nach Derry. Ohne ihn wäre Bill beim zweiten Kampf in Pennywises Brutkammer gescheitert.

### Eddie Kaspbrak
Eddie, auch Edward Kaspbrak oder Eds genannt, ist Methodist und Asthmatiker. Seine überfürsorgliche Mutter trichtert ihn aus Angst vor allen möglichen Krankheiten mit Medikamenten zu und will auch nicht, dass er sich mit den anderen Kindern abgibt. Doch obwohl er sehr kränklich und klein ist, besitzt er sehr viel Mut. Vor allem in der Gegenwart von William Denbrough strotzt er nur so vor Selbstvertrauen. Als Erwachsener leitet er ein erfolgreiches Chauffeurunternehmen. Er heiratet eine Frau namens Myra McCandless. Diese ist seiner Mutter sehr ähnlich, doch als auch er die Nachricht von Mike Hanlon erhält, kann auch sie ihn nicht davon abbringen, nach Derry zurückzufahren. Beim Kampf mit Es opfert sich Eddie für Bill und springt direkt in die Klauen der Spinne, deren Gestalt Es annimmt.

### Stan Uris
Stanley „Stan“ Uris ist Jude und Vogelliebhaber. Als Erwachsener betreibt er ein erfolgreiches Marktforschungsunternehmen. Er ist sehr ordentlich und rational, dies ist unter anderem der Grund, warum er sich am meisten vor Es fürchtet. Er bringt sich, nachdem ihn Mike wegen Es angerufen hat, in der Badewanne durch Aufschlitzen seiner Pulsadern um. Er hinterlässt ein einziges Wort, mit seinem Blut geschrieben: ES.

### Henry Bowers
Henry ist ein Schlägertyp. Er ist durch die gewalttätige Erziehung seines Vaters rassistisch und homophob und schikaniert mit seiner Bande, bestehend aus Victor Criss, Belch Huggins und Patrick Hockstetter andere Schüler, wobei er auch vor brutaler Gewalt nicht zurückschreckt. Außerdem wird eine durch die Prägung des Vaters unterdrückte Homosexualität angedeutet. Er wird von Es benutzt, um den Klub der Verlierer zu schwächen, damit Es leichtes Spiel hat. Doch dies gelingt nur bedingt. Victor, Belch und Patrick werden von Es getötet und Henry landet schließlich im Irrenhaus. 27 Jahre später holt ihn Es in Gestalt von einem seiner toten Freunde wieder zurück nach Derry, gibt ihm sein altes Springmesser aus früheren Zeiten zurück und hetzt ihn abermals auf die Verlierer. Diesmal kann er Mike fast töten, was den Klub der Verlierer in ihrem Kampf gegen Es ein weiteres Mal schwächt, doch letztendlich verliert auch er das Leben durch Eddie Kaspbrak.

### Es
Es ist ein Wesen, welches bereits seit Millionen von Jahren auf der Erde lebt. Es verkörpert das pure Böse und kann Illusionen erzeugen, welche die Menschen für real halten, wie den Clown Pennywise, welcher nicht wirklich existiert. Durch diese Illusionen (nicht Verwandlungen) konfrontiert Es seine Opfer oft mit deren größten Ängsten. So erschien Es für Eddie beispielsweise als „Jack der Aussätzige“ (Leprakranker), für Richie als Werwolf, für Mike als Riesenvogel (dieser hatte als Kind ein traumatisches Erlebnis mit einer Krähe) oder für Beverly in Form einer Blutfontaine als Allegorie für ihre einsetzende Menstruation. Es tritt jedoch zumeist als der Clown Pennywise auf. Mit diesem Kostüm und bunten Luftballons lockt Es die Kinder der Stadt an, um sie erst zu quälen und später zu fressen. In einem Zyklus von etwa 27 Jahren sucht Es die Kleinstadt Derry heim, um sich von Kindern zu ernähren. In dieser Zeit steigt die Mordrate stets um ein Vielfaches an. Jeder Zyklus wird mit einem schrecklichen Ereignis beendet (z. B. der Brand im „Black Spot“ oder der Explosion der Eisenhütte). Als 1958 der Klub der Verlierer Es vor dem Abschluss des Zyklus schwer verletzt, setzt Es sich das Ziel, später Rache an den sieben Kindern zu nehmen.
Die wahre Form des namenlosen Wesens, für den menschlichen Verstand nicht zu begreifen, ist „[…] eine albtraumhafte Spinne aus einem Jenseits von Zeit und Raum, eine Spinne aus der schlimmsten Schreckensvisionen der Wesen, die in den tiefsten Tiefen der Hölle leben mochten. […] keine Spinne, […] aber diese Gestalt hat Es nicht unserer Fantasie entnommen; es ist einfach die für unseren Geist gerade noch fassbare Gestalt , die […] dem, was Es auch immer in Wirklichkeit sein mag, am nächsten kommt.“.
In wenigen Absätzen des Buches wird die Geschichte aus der Sicht von Es erzählt. Es lebte vor Milliarden von Jahren in einem Makroversum zusammen mit einer Schildkröte. Diese hat eines Tages das Universum ausgespuckt (Mehr Hintergründe zur Schildkröte erfährt man in der Reihe um den Dunklen Turm vor allem in Band 6 und 7). Es stellt sich auch heraus, dass Es weiblich ist und sich auf die Geburt von Nachkommen vorbereitet. Im Kampf mit dem Klub wird Es umgebracht. Die noch rasch gelegten Eier werden von Ben vernichtet. In einer Sequenz wird die Ankunft des Wesens auf der Erde geschildert, in einem Feuerball wie ein Meteorit, in einer Urzeit, lange bevor es Menschen gibt.

## Verfilmungen
1990 wurde der Roman von Tommy Lee Wallace in einer zweiteiligen Fassung als Stephen Kings Es verfilmt. Die Verfilmung wirkt durch den meist subtil eingebrachten Horror. Die Spezialeffekte halten sich in Grenzen. Hauptdarsteller sind Richard Thomas, wohl am bekanntesten als ehemaliger John Boy Walton, und Tim Curry als diabolischer Clown Pennywise. Weitere Darsteller sind John Ritter, Jonathan Brandis und Seth Green. Die Verfilmung weicht jedoch im Detail sehr stark von der Romanvorlage ab.
Teil 1 der Neuverfilmung mit Bill Skarsgård als Pennywise kam im September 2017 in die Kinos. Der zweite Teil kam am 5. September 2019 in die deutschen Kinos.

## Verknüpfungen zu anderen Werken
- Mike Noonans Frau Johanna liest Bücher von Bill Denbrough (Sara).
- Ben Hanscom, der seine Leidenschaft zur Architektur in Es entdeckt, wird später das Bürgerzentrum in Derry errichten, auf das Ed Deepneau in Schlaflos einen heimtückischen Anschlag ausführt.
- Mike Hanlon ist auch in Schlaflos noch der Bibliothekar; er versucht vergeblich, Ralph Roberts bei der Überwindung seiner Schlafprobleme zu helfen.
- Dick Hallorann, der das verheerende Feuer in dem Nachtclub Black Spot überlebt, wird später Koch im Overlook Hotel (Shining).
- Aloysius Nell, der Polizist, der Ben Hanscom, Eddie Kaspbrak, Bill Denbrough, Richie Tozier und Stan Uris nach dem Bau ihres Staudamms überrascht, tritt in der Kurzgeschichte Manchmal kommen sie wieder noch einmal auf. Hier ist er schon pensioniert und Jim Norman telefoniert mit ihm, um Einzelheiten über die Mörder seines kleinen Bruders zu erfahren.
- Ralph Roberts erinnert sich in Schlaflos an die Sinnlosigkeit des Mordes an dem schwulen Adrian Mellon.
- Die Anstalt Juniper Hill wird in Kings Werk oft erwähnt, etwa in Zeitraffer (aus Nachts), Schlaflos, Stark – The Dark Half und In einer kleinen Stadt.
- Steven Bishoff Dubay, einer der Beteiligten des Mordes an Adrian Mellon, wird zu 15 Jahren Haft im Shawshank-Staatsgefängnis verurteilt. Dieses Gefängnis ist der Hauptschauplatz der Kurzgeschichte Hope Springs Eternal: Rita Hayworth and Shawshank Redemption aus Frühling, Sommer, Herbst und Tod und der darauf basierenden Verfilmung Die Verurteilten.
- Mike Hanlon erzählt seinen Mitstreitern von einem Ort namens „La Plata“, wo die Leute besonders friedlich miteinander leben. In Das Ende des ganzen Schlamassels (aus Albträume) führt Bobby Fornoy diesen Umstand auf eine besänftigende Droge im Wasser der Stadt zurück und beschließt, damit die Erde zu retten – wobei er die gesamte Weltpopulation vernichtet.
- Richie Tozier bezieht Zimmer 217 – die berüchtigte Zimmernummer aus Shining.
- Ein Geist fährt ein Auto, das deutlich an Christine erinnert.
- Die Schildkröte, Verkörperung des Guten und mystisches Gegengewicht zu dem Monster Es, ist auch für Roland Deschain bei seiner Suche nach dem dunklen Turm von zentraler Bedeutung. Sie ist einer der Wächter der Balken.
- Stan Uris denkt, er sei nicht bereit, ein anderes Universum zu akzeptieren, in dem es Monster gäbe und z. B. Rosen singen könnten. Eine singende Rose ist ein zentrales Element des oben genannten Dunklen-Turm-Zyklus.
- Im Showdown nimmt Es die Gestalt einer Spinne an, wohl weil Es in dieser Form den größten Schrecken verbreiten kann. Die Spinne ist ein Tier, das in Kings Werken immer wieder vorkommt: David Drayton bekämpft mutierte Spinnenwesen in Der Nebel (aus Im Morgengrauen); Milchmann Spike (aus Im Morgengrauen) liefert ausgewachsene Taranteln; Polly Chalmers versucht in In einer kleinen Stadt eine mit jedem Schritt wachsende Spinne zu bekämpfen; ein Stadtarbeiter berichtet in Graue Masse (aus Nachtschicht), er habe in den Abwasserkanälen eine Spinne gesehen, „so groß wie ein mittlerer Hund, in einem Netz mit lauter jungen Spinnen, alle in Seidenfäden eingehüllt“, im Dunklen Turm verwandelt sich der Sohn Mias in eine Spinne.
- Nach den vielen Geschichten, welche die Angst von Kindern und Jugendlichen thematisierten (z. B. die Romane Carrie, Cujo oder Christine oder die Kurzgeschichten Das Schreckgespenst aus Nachtschicht, Omi aus Im Morgengrauen oder Das Floß aus Der Gesang der Toten), wirkt Es wie ein krönender Abschluss und ein Wendepunkt. Von da an war die Angst des Schriftstellers ein zentrales Thema (beginnend mit Sie bis hin zu Love aus dem Jahr 2006).
- Erwähnung findet ein Maler namens Pickman und seine seltsamen Gemälde, was eine Anspielung auf H. P. Lovecrafts Kurzgeschichte Pickmans Modell ist. Des Weiteren werden die in H. P. Lovecrafts Geschichten häufig vorkommenden Ziegenmelker-Vögel erwähnt. Zudem ist die Figur des Monsters Es von den „Großen Alten“ aus Lovecrafts Cthulhu-Mythos inspiriert.
- Duddits aus dem gleichnamigen Buch wohnt in der Stadt Derry. Im Buch wird eine Statue erwähnt, welche der Klub der Verlierer im Angedenken an die Opfer von Es aufgestellt hat. Über der Gedenktafel wurden die Worte „Pennywise lebt“ geschrieben.
- Der erwachsene Ben Hanscom lebt in Hemingford Home in Nebraska, derselben Stadt, in der Mutter Abigail aus dem Roman The Stand wohnt.
- Im Roman Das Monstrum – Tommyknockers glaubt Tommy Jacklin, er würde verrückt werden, als er während einer Autofahrt durch Derry einen Clown aus einem Kanaldeckel hervorschauen sieht. Im selben Roman glaubt Ev Hillman während eines Aufenthalts in Derry, kichernde Laute aus dem Abfluss hören zu können.
- Die erfolgreiche US-amerikanische Punkband Pennywise hat sich nach der Figur des Clowns benannt und zudem einen Song mit gleichem Namen veröffentlicht, der textlich die Figur beinhaltet.
- Die Dresdner Band Letzte Instanz hat auf ihrem ersten Album Brachial Romantik einen Song namens Pennywise veröffentlicht, der sich ebenfalls auf die Figur bezieht.
- In Der Anschlag verhindert der Zeitreisende Jake Epping ein Familiendrama in Derry – mit Hinweisen, die ihm Richie Tozier und Beverly Marsh liefern. Weiterhin erzählt ein Barkeeper namens Fred Toomey dem zeitreisenden Epping von Kindermorden in Derry, die mit einem Mann in Clownskostüm in Zusammenhang gebracht werden. Im Detail erzählt er von George Denbrough, der tot, mit abgetrenntem Arm aufgefunden wurde.
- Der im Roman erwähnte Film Die Teufelswolke von Monteville liefert die Vorlage für die Illusionen.
- In Mr. Mercedes vergleicht Protagonist Bill Hodges die Clownsmaske des Mörders mit Pennywise.
- Norbert Keene ist der Apotheker des Center Street Drug Stores in Derry. In dieser Funktion verkauft er unter anderem an Eddie Kaspbrak sein Asthmaspray in Es. Auch Jake Epping in Der Anschlag ist Kunde in dieser Apotheke und deckt sich mit Kaopektat – ein Mittel gegen Übelkeit und Durchfall – und Inkontinenzunterwäsche gegen den Durchfall ein.
- Der Klub der Verlierer aus der Lizzy-Carbon-Reihe von Mario Fesler hat seinen Namen nicht von ungefähr: In einer Szene des ersten Bandes liest die Titelheldin Stephen Kings Es.

## Aufbau
Der Roman ist in fünf Abschnitte oder Teile gegliedert. Zu Beginn jedes Teils stellt King ein Zitat aus dem Langepos Paterson des Avantgarde-Dichters William Carlos Williams, die als Epitaphe verstanden werden können. Grabinschriften, die den Umgang der Menschen mit der umgebenden Natur betrauern. Neben den einleitenden Gedichten klingen Musikzitate aus einer amerikanischen Populärkultur, die sich zwischen 1958 und 1985 zunehmend kritischer mit dem American Way of Life auseinandersetzte. Songtexte wie der des kanadischen Folkrockmusikers Neil Young Hey Hey My My (Out of the Blue) zitieren eine Protestkultur, die den Raubbau an der Natur bei der Kolonisierung Nordamerikas anklagen und geben dem Roman sein Rock-’n’-Roll-Rückgrat.
Eine Auflistung der in ES anklingenden Titel:
- Neil Young – Hey Hey My My (Out of the Blue)
- Bruce Springsteen – Glory Days
- Marvin Gaye – I Heard It Through the Grapevine
- The Spinners – Rubberband Man
- The Penguins – Earth Angel
- Jerry Lee Lewis – Whole Lotta Shakin’ Goin’ On
- Jerry Lee Lewis – High School Confidential
- The Fleetwoods – Come Softly Darling
- Bobby Day – Rockin’ Robin
- The Four Seasons – Walk Like a Man
- Frankie Lymon – I’m not a Juvenile Delinquent
- The Doors – Light My Fire
- Little Richard – The Girl Can’t Help It
- Gene Vincent – Be-Bop-A-Lula
- Eddie Cochran – Summertime Blues
- Bruce Springsteen – Born in the U.S.A.
- Traditional – Camptown Ladies
- Traditional – The Battle Hymn of the Republic[6]

Für den Namen des kleinen jungen Georgie mit dem Papierboot, der von Pennywise in die Kanalisation gezogen wird, ließ sich Schriftsteller Stephen King von der Inschrift eines Grabsteins auf einem Friedhof inspirieren. Auf dieselbe Weise entlehnte der Autor den Namen Carrie für die Hauptfigur seines gleichnamigen Romans von 1974 ebenfalls einem Grabstein.